# Vellozia furcata
Vellozia furcata är en enhjärtbladig växtart som beskrevs av Lyman Bradford Smith och Edward Solomon Ayensu. Vellozia furcata ingår i släktet Vellozia och familjen Velloziaceae. Inga underarter finns listade.